# Альягыш
Альягыш или Альягиш (в верхней половине течения — Малый Яльягыш; баш. Алъяғыш, Әлйәгыш) — река в России, течёт по территории Аскинского района Башкортостана. Правый приток Кары. 
Длина реки — 15 км.
Начинается юго-восточнее деревни Янкисяк. Устье реки находится на высоте 109 м над уровнем моря, в 2,9 км по правому берегу реки Кара, около деревни Русская Кара. 

## Данные водного реестра
По данным государственного водного реестра России, относится к Камскому бассейновому округу, водохозяйственный участок реки — Белая от города Бирск и до устья, речной подбассейн реки — Белая. Речной бассейн реки — Кама.
Код объекта в государственном водном реестре — 10010201612111100025841.